# Audrey Quock
Audrey Quock es una modelo estadounidense, nacida en 1977.

## Carrera
Quock nació en el barrio chino de Manhattan y tiene ascendencia china. Es reconocida por ser una de las modelos de la exclusiva publicación anual Sports Illustrated. Adicionalmente ha sido modelo para Elle y Cosmopolitan. También ha realizado algunas apariciones en el cine, de las que se destacan las películas Rush Hour 2, Autumn in New York y After the Sunset. Quock hizo parte del jurado en el concurso de Miss Universo en su edición 2003.
Dirigió brevemente una línea de ropa llamada "Sexy Little Things" a partir de 2004; sin embargo, esta línea se discontinuó en 2006 cuando un tribunal dictaminó que la marca ya estaba en uso por Victoria's Secret. Irónicamente, Quock era un modelo independiente para Victoria's Secret.